# Ustilaginomycetidae
De Ustilaginomycetidae vormen een subklasse van schimmels uit de klasse van de branden (Ustilaginomycetes).

## Taxonomie
De taxonomische indeling van de Ustilaginomycetidae is als volgt:
Sublasse: Ustilaginomycetidae 
- Orde: Urocystales
  - Familie: Melanotaeniaceae
  - Familie: Urocystaceae
- Orde: Ustilaginales
  - Familie: Anthracoideaceae
  - Familie: Cintractiaceae
  - Familie: Clintamraceae
  - Familie: Dermatosoraceae
  - Familie: Doassansiopsidaceae
  - Familie: Farysiaceae
  - Familie: Geminaginaceae
  - Familie: Glomosporiaceae
  - Familie: Melanopsichiaceae
  - Familie: Mycosyringaceae
  - Familie: Uleiellaceae
  - Familie: Ustilaginaceae
  - Familie: Websdaneaceae